# Dungate
 (mai 2014).
Dungate est un village situé près de la sortie d'autoroute M2, dans le district de Swale, dans le comté du Kent, en Angleterre. Il est situé près de la ville de Sittingbourne.